# 12819 Susumutakahasi
12819 Susumutakahasi este un asteroid din centura principală de asteroizi.

## Descriere
12819 Susumutakahasi este un asteroid din centura principală de asteroizi. A fost descoperit pe 12 mai 1996 la Moriyama de Robert H. McNaught și Yasukazu Ikari. Asteroidul prezintă o orbită caracterizată de o semiaxă mare de 3,12 ua, o excentricitate de 0,04 și o înclinație de 7,3° în raport cu ecliptica.